# Saccopetalum prolificum
Saccopetalum prolificum là một loài thực vật thuộc họ Annonaceae. Đây là loài đặc hữu của Trung Quốc. Chúng hiện đang bị đe dọa vì mất môi trường sống.